# El cuc de seda
|  | Aquest article tracta sobre el llibre. Si cerqueu l'insecte, vegeu «Cuc de seda». |

El cuc de seda és la segona novel·la detectivesca dins la sèrie Cormoran Strike, creada per l'escriptora escocesa Joanne Rowling sota el pseudònim de Robert Galbraith. Es publicà en anglès el 24 de juny del 2014 i en català el 18 de març del 2015.